# عليخان سمايلوف
عليخان إسكانوفيتش سمايلوف (من مواليد 18 ديسمبر 1972) سياسي كازاخستاني يشغل منصب رئيس وزراء كازاخستان. في السابق شغل منصب النائب الأول لرئيس وزراء كازاخستان في عهد عسكر مامين. شغل في الوقت نفسه منصب وزير المالية من سبتمبر 2018 حتى مايو 2020. تم ترشيح سمايلوف كرئيس وزراء جديد لكازاخستان من قبل رئيس البلاد بعد احتجاجات 2022 الكازاخستانية. تمت الموافقة على ترشيحه بالإجماع من قبل برلمان البلاد.

## السيرة الشخصية

### النشأة والتعليم
ولد سمايلوف في مدينة ألما آتا (ألماتي الآن) في جمهورية كازاخستان الاشتراكية السوفياتية. في عام 1994 تخرج من جامعة الفارابي الكازاخستانية الوطنية بدرجة في الرياضيات التطبيقية ثم في عام 1996 من جامعة كيمب حيث حصل على درجة الماجستير في الإدارة العامة.

### الحياة المهنية
في عام 1993 أصبح موظفًا في صندوق إيه إنفيست للاستثمار والخصخصة. منذ عام 1995 كان سمايلوف كبير المتخصصين في إدارة التجارة والصناعة في إدارة مدينة ألماتي. في عام 1996 شغل منصب متدرب في المجلس الاقتصادي الأعلى تحت رئاسة كازاخستان. من أغسطس 1996 إلى فبراير 1998 كان سمايلوف نائب الرئيس ثم رئيس قسم وكالة الإحصاء الوطنية في كازاخستان.
في عام 1998 كان نائب رئيس لجنة الإحصاء والتحليل التابعة لوكالة التخطيط الإحصائي والإصلاحات في كازاخستان. من عام 1998 إلى عام 1999 شغل سمايلوف منصب كبير الخبراء ورئيس قطاع القسم ومفتش الدولة للإدارة الرئاسية في كازاخستان. من أغسطس إلى نوفمبر 1999 كان سمايلوف مفتش الدولة لإدارة التنظيم والرقابة في الإدارة الرئاسية. في نفس العام أصبح رئيسًا لوكالة كازاخستان للإحصاء.
في عام 2003 تم تعيين سمايلوف نائبًا لوزير الخارجية حتى أصبح رئيسًا لمجلس إدارة شركة المساهمة العامة للتأمين على ائتمان الصادرات والاستثمارات. في فبراير 2006 تم تعيينه نائبًا لوزير المالية حتى يناير 2007 عندما أصبح رئيسًا لشركة جيه إس سي. في 21 نوفمبر 2008 أعيد تعيين سمايلوف نائبًا لوزير المالية. من 27 أكتوبر 2009 عمل سمايلوف رئيسًا لوكالة كازاخستان للإحصاء مرة أخرى حتى أغسطس 2014 عندما أصبح رئيسًا للجنة الإحصاء.
في 11 ديسمبر 2015 تم تعيين سمايلوف مساعدًا لرئيس كازاخستان. شغل هذا المنصب حتى 18 سبتمبر 2018 عندما أصبح وزيرا للمالية.
في 25 فبراير 2019 أصبح النائب الأول لرئيس وزراء كازاخستان في حكومة مامين. في الوقت نفسه شغل سمايلوف منصب وزير المالية حتى 18 مايو 2020 عندما تم استبداله بإرولان جاموبايف. اعتبارًا من 27 مايو 2020 أصبح سمايلوف ممثل كازاخستان في اللجنة الاقتصادية الأوروبية الآسيوية.
تم تعيين سمايلوف رئيسًا للوزراء بالإنابة في 5 يناير 2022 بعد استقالة مجلس وزراء مامين خلال الاحتجاجات الكازاخستانية العنيفة عام 2022.

## الرتبة الدبلوماسية
- مستشار من المرتبة الأولى.